# 傻 (歌曲)
傻是星光二班參賽者魏如昀最為人知的一首單曲。因為是這首單曲讓魏如昀進入超級星光大道、進入演藝圈。這首歌有兩個版本，一個是收錄於專輯中的版本，另一個則是魏如昀現場表演時唱的版本。

## 版本
傻的兩個版本最不一樣的地方是在於副歌。原版的副歌比較像是「指控他是傻子」，專輯版本的副歌則是在說「我像是傻子」。

## 音樂錄影帶

### 現場版
有許多歌迷上傳了魏如昀在星光大道時表演這首歌的影片。雖然並沒有官方證明，有許多人認為這是傻原版的音樂錄影帶。

### 專輯版
在專輯發行之後，魏如昀拍攝了這首歌的音樂錄影帶。劇情圍繞在一對男女身上，加上有時魏如昀的吟唱場景。